# Dom Expedito Lopes
Dom Expedito Lopes é um município brasileiro do estado do Piauí. Localiza-se na microrregião de Picos, mesorregião do Sudeste Piauiense.

## História
A origem do município se deu em homenagem a D. Francisco Expedito Lopes que foi o primeiro Bispo de Oeiras sendo a sua posse no ano de 1949.
O município tem 6.569 habitantes e 219,072 km². Foi criado em 1964, a partir de sua emancipação do município de Oeiras.
Bastante conhecida pela produção e beneficiamento de frutas como buriti e caju, assim como pela exportação da castanha de caju para outros estados, e até países. Dom Expedito Lopes, também chamado de D.E.L. por seu habitantes é uma bela cidade, tranquila e pacata, buscando sempre formar bons cidadãos através da educação e do esporte.
Uma de suas maiores características é a grande rivalidade política entre a população,que no período das eleições municipais se divide entre "rabo fino" e "boca preta".
O maior evento cultural é a realização dos festejos de São João Batista, no bairro Codó. Anualmente temos também o DELFOLIA (carnaval fora de época) e a Festa do Caju, geralmente no mês de novembro de cada ano.
A cidade é composta pelos bairros: Centro, Codó, Alto da Bela Vista, Alto da Boa Vista, Pequis, Cajueiro e Novo Cajueiro. Também há as localidades Mirolândia, Baixa Grande, Baixa do Juazeiro, Baixa das Carnaíbas, Baixa do Varandado, Saco do Agreste, Buriti Grande, Sitiozinho e Gaturiano.
O nome da cidade homenageia o bispo Francisco Expedito Lopes (1914-1957).